# Gre-No-Li

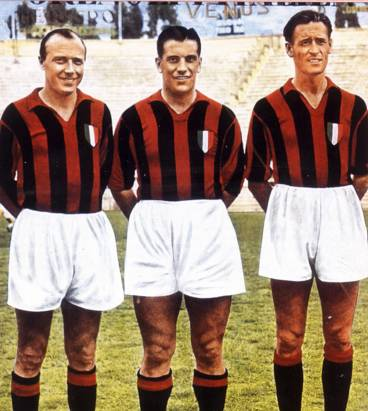
Il Gre-No-Li

La parola Gre-No-Li, contrazione delle iniziali dei tre famosi calciatori svedesi Gunnar Gren, Gunnar Nordahl e Nils Liedholm, indica il glorioso trio di calciatori che giocò nella Nazionale svedese e nel Milan negli anni cinquanta.

## Storia
Il trio portò la Svezia all'oro olimpico ai Giochi di Londra del 1948. Poco dopo quel successo, nel gennaio 1949, il centravanti Nordahl passò al Milan, affiancato da Gren e Liedholm nell'estate dello stesso anno.
L'impatto del trio fu immediato. Nordahl segnò 16 gol in 15 partite nella seconda metà della stagione 1948-49, e nella stagione 1949-50 il Milan realizzò 118 gol in 38 partite (un record nella Serie A a 20 squadre). Il risultato più importante del trio arrivò la stagione successiva, quando il Milan vinse lo scudetto, a 44 anni di distanza dal precedente.  Liedholm e Nordahl vinsero il titolo anche nel 1955, mentre Liedholm vinse altri due campionati nel 1957 e nel 1959, dopo che sia Gren che Nordahl avevano lasciato il club. Gunnar Nordahl ha avuto particolare successo in Italia, essendo stato il capocannoniere assoluto in cinque delle sette stagioni disputate in Serie A, tra il 1949 e il 1956. Rimane, al 2025, il terzo miglior marcatore nella storia del campionato, e il miglior marcatore di tutti i tempi nella storia del Milan, con 221 reti. 
A livello europeo l'apporto del terzetto fu fondamentale nella doppia conquista della Coppa Latina, nel 1951 e nel 1956, quest'ultima vinta senza Gren, che aveva lasciato il club nel 1953, trasferendosi alla Fiorentina. Nordahl lasciò il Milan nel 1956 per passare alla Roma, mentre Liedholm rimase nel club, confermandosi leader del centrocampo e vestendo la fascia di capitano dal 1956 al 1961, quando si ritirò dal calcio. Liedholm è stato a lungo lo straniero con il maggior numero di presenze (394) nella storia del Milan, prima di essere superato nel 2009 da Clarence Seedorf.

## Galleria d'immagini

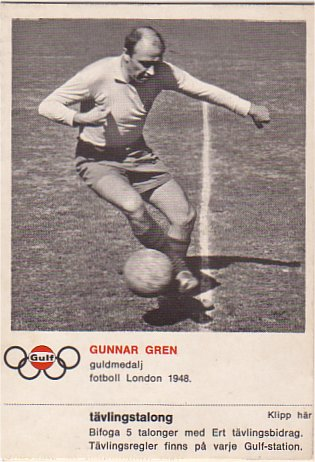
Gunnar Gren
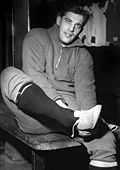
Gunnar Nordahl
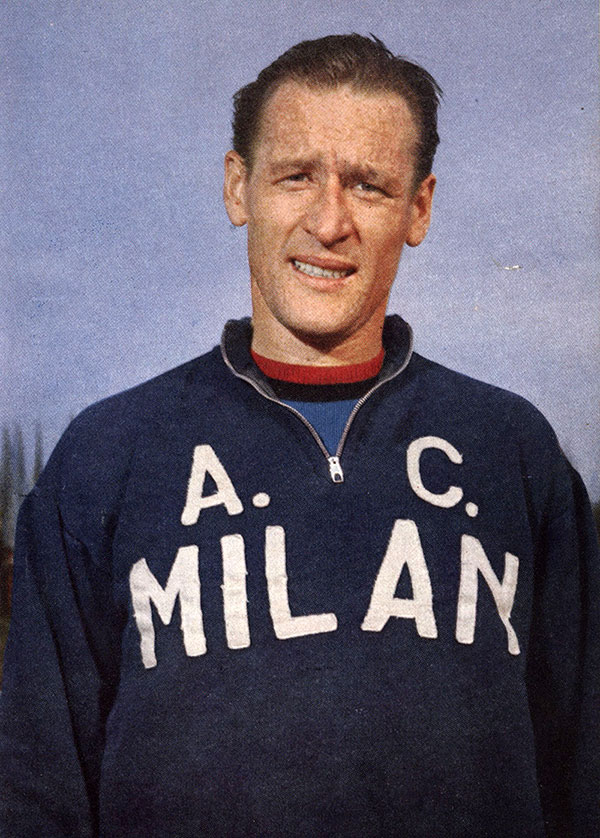
Nils Liedholm